# Speciaal rapporteur voor de rechten van inheemse volkeren van de Verenigde Naties
De speciaal rapporteur voor de rechten van inheemse volkeren van de Verenigde Naties is een speciale rapporteur die is benoemd vanuit een mandaat uit 2001 van de Mensenrechtencommissie van de Verenigde Naties.
In Suriname onderhoudt AWMY contact over de rechten van inheemse volken en gemeenschappen met de speciale rapporteur.

## Lijst van posthouders
| Datums    | Naam                     | Nationaliteit                 |
| --------- | ------------------------ | ----------------------------- |
| 2020-     | José Francisco Cali Tzay | Maya Kaqchikel, Guatemala     |
| 2014-2020 | Victoria Tauli-Corpuz    | Kankanaey Igorot, Filipijnen  |
| 2008-2014 | James Anaya              | Amerikaans                    |
| 2001-2008 | Rodolfo Stavenhagen      | In Duitsland geboren Mexicaan |